# Premi Magritte 2018
La cerimonia di premiazione della 8ª edizione dei Premi Magritte si è svolta il 3 febbraio 2018 al centro congressi Square di Bruxelles. L'evento è stato presentato da Fabrizio Rongione e le candidature sono state annunciate l'11 gennaio 2018.

## Vincitori e candidati
Vengono di seguito indicati in grassetto i vincitori. Ove ricorrente e disponibile, viene indicato il titolo in lingua italiana e quello in lingua originale tra parentesi.
Miglior film
- Insyriated, regia di Philippe Van Leeuw
  - A casa nostra (Chez nous), regia di Lucas Belvaux
  - Blind Spot (Dode Hoek), regia di Nabil Ben Yadir
  - Un matrimonio (Noces), regia di Stephan Streker
  - Parigi a piedi nudi (Paris pieds nus), regia di Dominique Abel e Fiona Gordon

Miglior regista
- Philippe Van Leeuw - Insyriated
  - Lucas Belvaux - A casa nostra (Chez nous)
  - Nabil Ben Yadir - Blind Spot (Dode Hoek)
  - Stephan Streker - Un matrimonio (Noces)

Miglior film straniero in coproduzione
- Raw - Una cruda verità (Grave), regia di Julia Ducournau
  - Un padre, una figlia (Bacalaureat), regia di Cristian Mungiu
  - Loveless (Neljubov'), regia di Andrej Zvjagincev
  - Io, Daniel Blake (I, Daniel Blake), regia di Ken Loach

Migliore sceneggiatura originale o adattamento
- Philippe Van Leeuw - Insyriated
  - Lucas Belvaux - A casa nostra (Chez nous)
  - Peter Brosens e Jessica Woodworth - Un re allo sbando (King of the Belgians)
  - Stephan Streker - Un matrimonio (Noces)

Miglior attore
- Peter Van Den Begin - Un re allo sbando (King of the Belgians)
  - Jérémie Renier - Doppio amore (L'Amant double)
  - Matthias Schoenaerts - Le Fidèle - Una vita al massimo (Le Fidèle)
  - François Damiens - Toglimi un dubbio (Ôtez-moi d'un doute)

Migliore attrice
- Émilie Dequenne - A casa nostra (Chez nous) 
  - Lucie Debay - Un re allo sbando (King of the Belgians)
  - Cécile de France - Toglimi un dubbio (Ôtez-moi d'un doute)
  - Fiona Gordon- Parigi a piedi nudi (Paris pieds nus)

Miglior attore non protagonista
- Jean-Benoît Ugeux - Le Fidèle - Una vita al massimo (Le Fidèle)
  - Patrick Descamps - A casa nostra (Chez nous)
  - David Murgia - Blind Spot (Dode Hoek)
  - Laurent Capelluto - Faut pas lui dire

Migliore attrice non protagonista
- Aurora Marion - Un matrimonio (Noces)
  - Lucie Debay  - La confession
  - Isabelle de Hertogh - 150 milligrammi (La fille de Brest)
  - Yolande Moreau - Una vita - Une vie (Une vie)

Migliore promessa maschile
- Soufiane Chilah - Blind Spot (Dode Hoek)
  - Mistral Guidotti - Home
  - Arieh Worthalter - Le passé devant nous
  - Baptiste Sornin - Sonar

Migliore promessa femminile
- Maya Dory - Mon ange
  - Adriana de Fonseca - Even Lovers Get the Blues
  - Fantine Harduin - Happy End
  - Lena Suijkerbuik - Home

Miglior fotografia
- Virginie Surdej - Insyriated
  - Ruben Impens - Raw - Una cruda verità (Grave)
  - Juliette Van Dormael - Mon ange

Miglior sonoro
- Paul Heymans e Alek Gosse - Insyriated
  - Olivier Ronval e Michel Schillings - Un matrimonio (Noces)
  - Félix Blume, Benoît Biral e Frédéric Meert - Sonar

Migliore scenografia
- Laurie Colson - Raw - Una cruda verità (Grave) 
  - Luc Noël - Mon ange
  - Catherine Cosme - Un matrimonio (Noces)

Migliori costumi
- Sophie Van Den Keybus - Un matrimonio (Noces)
  - Élise Ancion - Raw - Una cruda verità (Grave)
  - Claudine Tychon - Un re allo sbando (King of the Belgians)

 Migliore colonna sonora 
- Jean-Luc Fafchamps - Insyriated
  - Frédéric Vercheval - A casa nostra (Chez nous)
  - Raf Keunen - Le Fidèle - Una vita al massimo (Le Fidèle)

Miglior montaggio
- Sandrine Deegen - Parigi a piedi nudi (Paris pieds nus)
  - Ludo Troch - A casa nostra (Chez nous)
  - Nico Leunen - Home
  - Alain Dessauvage - Le Fidèle - Una vita al massimo (Le Fidèle)
  - Jérôme Guiot - Un matrimonio (Noces)

Miglior cortometraggio cinematografico
- Avec Thelma, regia di Ann Sirot e Raphaël Balboni
  - Kapitalistis, regia di Pablo Muñoz Gomez
  - Le Film de l'été, regia di Emmanuel Marre
  - Les Petites Mains, regia di Rémi Allier

Miglior cortometraggio di animazione
- Le Lion et le Singe, regia di Benoît Feroumont

Miglior documentario
- Burning out, regia di Jérôme le Maire

Miglior opera prima
- Faut pas lui dire, regia di Solange Cicurel
  - Even Lovers Get the Blues, regia di Laurent Micheli
  - Je suis resté dans les bois, regia di Michaël Bier, Erika Sainte e Vincent Solheid

Premio onorario
- Sandrine Bonnaire